# As Treze Almas

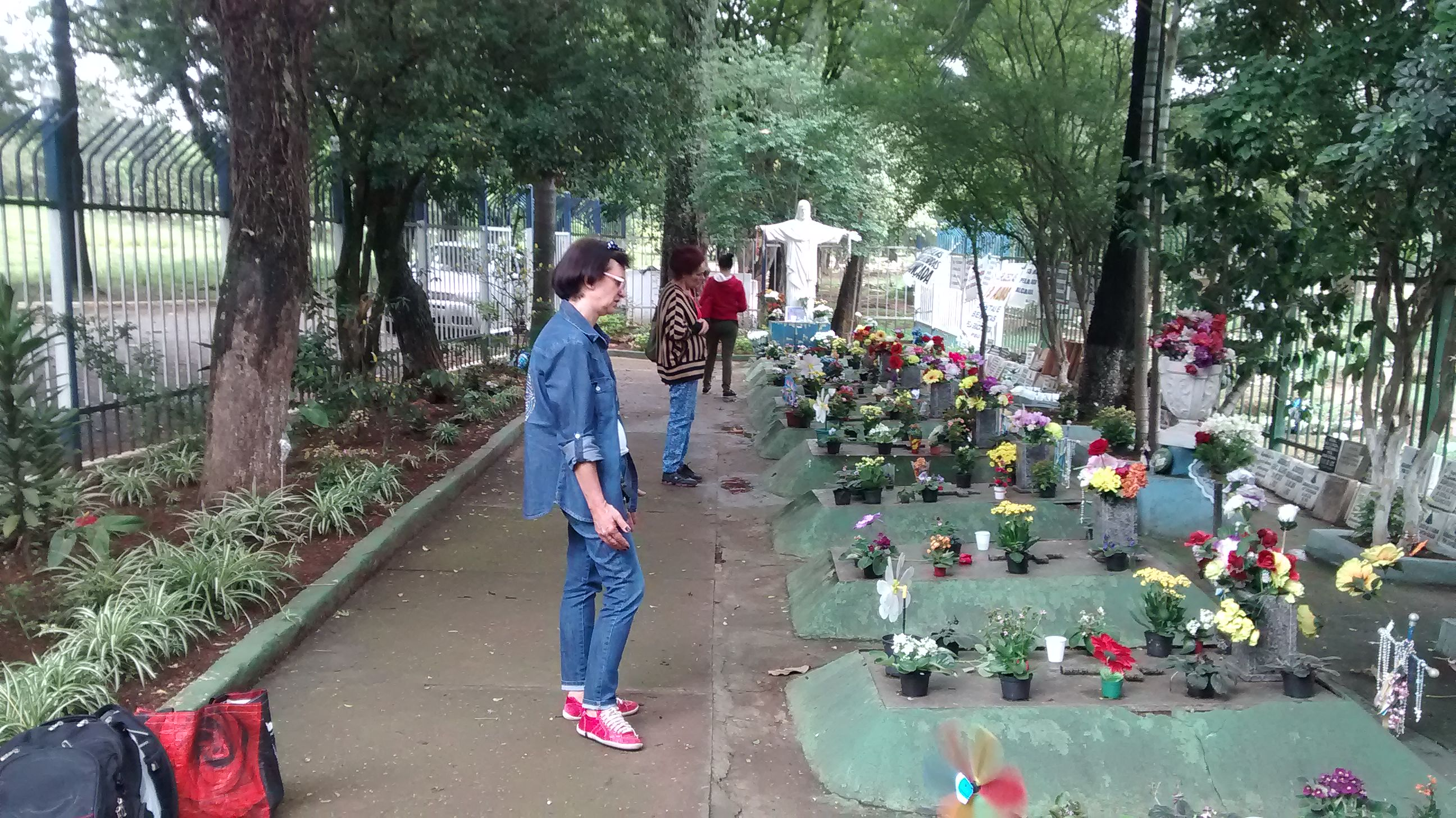
Local onde estão enterrados os treze corpos não identificados.

As Treze Almas faz referência a treze cadáveres não identificados que foram encontrados no elevador do edifício Joelma (atual Edifício Praça da Bandeira) e provavelmente estavam tentando fugir do fogo durante o incêndio. Todos os corpos foram enterrados lado a lado no Cemitério São Pedro da Vila Alpina, na Zona Leste de São Paulo.

## História e milagres
Após o incêndio, nos escombros do Joelma, foram encontrados corpos de treze pessoas que tentaram escapar por um elevador, mas morreram carbonizadas. Como a identificação era impossível e ninguém reclamou os corpos,  foram sepultados numa ala do Cemitério São Pedro, com a lápide “As Treze Almas”. Meses depois do sepultamento dos corpos, um zelador e alguns visitantes do local teriam ouvido gritos, choros e lamentações vindos dos túmulos. A solução encontrada por eles foi jogar água nas lápides, no intuito de apagar o fogo do incêndio no qual eles morreram para “aliviar a dor dos mortos”; de fato eles jogaram água nos túmulos (já que as pessoas morreram queimadas) e os gritos, choros e lamentações cessaram. 
O cemitério atrai devotos que dizem ter recebido graças, das tais almas, e costumam deixar copos de água e leite em cima das sepulturas.

## Obra
O escritor espiritualista Marcelo Cezar lançou em 2014 um romance denominado Treze Almas, que revela o mistério gerado por conta do Incêndio no Edifício Joelma ocorrido em 1974.